# Travel Channel
Travel Channel este un canal de televiziune american ce difuzează programe de divertisment și stil de viață despre călătorii, arhitectură, tradiții și mâncăruri internaționale, deținut de Warner Bros. Discovery.
Canalul a fost lansat în 1987 în Statele Unite și s-a extins în
Marea Britanie în 1994. Era transmis în 14 limbi, în Europa, Orientul Mijlociu, Africa și în zona pacifică a Asiei. Canalul a fost cumpărat de compania americană Scripps Networks Interactive în mai 2012, care a fost cumpărată de Discovery în martie 2018.
La data de noiembrie 2023, Travel Channel este disponibil la aproximativ 67 de milioane de locuințe cu televiziune cu plată în Statele Unite, în scădere de la vârful său din 2011 de 96 de milioane.